# Конрад III
Ко́нрад III (нем. Konrad der Dritte; 1093, Бамберг, Германия — 15 февраля 1152, Бамберг, Германия) — первый король Германии (1138—1152) из династии Гогенштауфенов, герцог Франконии (1116—1138). Второй сын Фридриха I фон Штауфена, герцога Швабии, и Агнессы фон Вайблинген (1072 — 24 сентября 1143), дочери императора Священной Римской империи Генриха IV.

## Герцог Франконии
С 1116 года Конрад Гогенштауфен, брат швабского герцога Фридриха II, носил титул герцога Франконии, но неизвестно, какие именно владения находились под его управлением.
После смерти Генриха V, которому Конрад усердно помогал, между новым императором, Лотарем II Саксонским, и Гогенштауфенами, у которых Лотарь хотел отнять наследство франконских императоров, возгорелась борьба, составляющая начало борьбы Гвельфов и Гибеллинов. 18 декабря 1127 года швабские и франконские бароны избрали Конрада III королём. Он принял избрание и был за это отлучен от церкви немецкими епископами, а потом и самим папой, что не помешало ему короноваться в 1128 году в Милане железной короной лангобардов. Дела Гогенштауфенов пошли, однако, неудачно и в Италии, и в Германии, и в 1135 году они должны были примириться с Лотарем.

## Король Германии
После смерти Лотаря, Конрад III был избран 7 марта 1138 года королём, 13 марта короновался в Ахене и был признан Франконией, Швабией и Лотарингией. Летом 1138 года Конрад III отнял у Вельфов Саксонию, право на которую он передал Альбрехту Медведю; потом (на сейме в Госларе) он объявил Генриха Гордого лишённым также и Баварии. Саксония осталась, однако, в руках Генриха.
В 1139 году Генрих Гордый внезапно умер; его брат Вельф VI стал защищать права своего племянника, малолетнего Генриха Льва. Конрад III, при помощи брата, Фридриха II, герцога Швабии, одержал под Вейнсбергом важную победу (1140 год), причём сам Вельф VI едва избежал плена. Генрих Лев сохранил Саксонию, но должен был отказаться от Баварии.
В 1146 году Конраду III удалось возвратить герцогство Чехию изгнанному оттуда Владиславу II, признавшему немецкое верховенство; но попытка Конрада III сделать то же в Польше в пользу своего зятя Владислава II Изгнанника, просившего у него помощи против младших братьев, не удалась. Весной 1147 года Конрад III отправился в Святую землю (Второй крестовый поход); поход был неудачен.
В Германии Вельф VI, вернувшийся из Сирии ранее Конрада, снова открыл враждебные действия, но Генрих (сын и с 30 марта 1147 года соправитель Конрада III) наголову разбил его в 1150 году при Флохберге, и Вельф примирился с королём. Тогда (в 1151 году) взялся за оружие Генрих Лев. Возвращаясь из неудачного похода против него в Брауншвейг, Конрад III, потерявший в 1150 году старшего сына, талантливого Генриха, заболел и указал как на преемника на своего племянника Фридриха Швабского (Барбароссу), так как его собственный сын был ещё малолетним.
Конрад III умер 15 февраля 1152 года в Бамберге. Держась направления, враждебного папству, Конрад никогда не был коронован в Риме.

## Победа подВайнсбергом

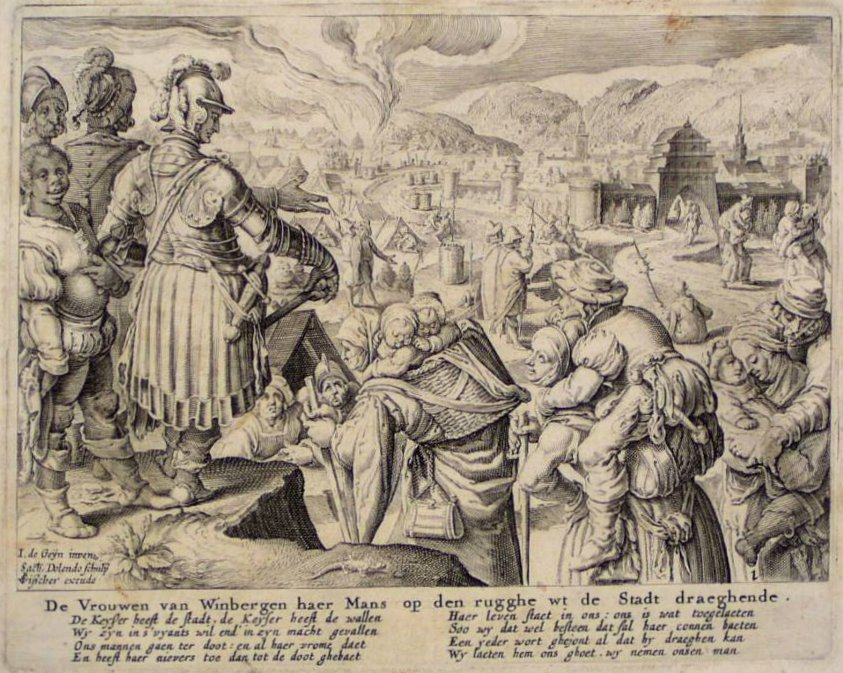
Верные жёны Вайнсберга. Гравюра Захариаса Долендо по картине Якоба де Гейна 2

Это событие, происшедшее под Вайнсбергом (нем. Weinsberg), вошло в народный немецкий фольклор и официальную немецкую историю благодаря происшедшему во время осады эпизоду. Король предложил оборонявшимся в крепости выпустить всех женщин, которым гарантировал жизнь. При этом он разрешил им вынести на своих плечах самое ценное из того, чем обладала каждая. К своему удивлению он увидел, что женщины несут на плечах своих мужей. Тем не менее Конрад заявил, что король своего слова не меняет, чем и прославился.
В настоящее время от крепости остались развалины, носящие название «Женская верность» — Вайбертройе

## В культуре
История с осадой города Конрадом III послужила сюжетом одной из серий рекламного цикла Тимура Бекмамбетова «Всемирная история, Банк Империал».

## Семья

### Жены и дети
- 1-я жена: (с ок. 1115 года) — Гертруда (ок. 1095 — ок. 1130), дочь и наследница Генриха (ум. 1116), графа Комбурга и Ротенбурга. Дети:
  - Агнесса (ум. 1151), замужем с ок. 1130 за Изяславом II Мстиславичем, Великим князем киевским[источник не указан 4712 дней]
  - Берта (ум. 1148 / 1153), замужем с 1131 /1134 за Германом III, маркграфом Бадена[источник не указан 3656 дней]
- 2-я жена: (с 1135 года) — Гертруда (ок. 1114 — 14 апреля 1146), дочь Беренгара II (ум. 1125), графа Зульцбаха, чья сестра вышла замуж за императора Византии Мануила I Комнина. Дети:
  - Генрих (1137—1150), с 30 марта 1147 года король Германии и соправитель отца
  - Фридрих IV (ок. 1144 — 19 августа 1167), именовался герцогом Ротенбурга, герцог Швабии (1152—1167)